# Walter Glasgow
Walter Glasgow est un skipper américain né le 19 avril 1957 à Houston.

## Carrière
Walter Glasgow obtient une médaille d'argent dans la catégorie des Soling lors des Jeux olympiques d'été de 1976 à Montréal.